# Красно-серая полёвка
Красно-серая полёвка (лат. Myodes rufocanus) — вид грызунов из рода лесных полёвок. Образует ряд подвидов.
Длина тела от 90 до 135 мм, хвост длиной от 25 до 45 мм и составляет 25 % общей длины. Вес полёвки от 20 до 50 г. Окраска шерсти сверху красно-коричневого цвета, по бокам серо-голубого цвета, брюхо светло-серое.
Страны распространения: Китай (Хэйлунцзян, Синьцзян), Финляндия, Япония (остров Хоккайдо), КНДР, Монголия, Норвегия, Россия, Швеция. Проживает от линии берега до 2700 метров над уровнем моря.
Обитает в хвойных и берёзовых лесах, часто вокруг долины реки, где, как правило, предпочитает скалистые участки, густые заросли и опавшие листья, а также проживает в сухих болотах, лугах и субарктических кустарниковых пустошах. Травоядная, питается вегетативными частям трав и карликовыми кустарниками, и ягодами.
У каждой самки имеется свой участок, на котором она спаривается со множеством самцов. Спаривание проходит с мая по сентябрь. В помёте от 2 до 10 (обычно 5—6) детёнышей. В год бывает 3—4 помёта.